# Noh Soo-jin
Noh Soo-jin (en coreano: 노수진; nacido el 10 de febrero de 1962 en Gunsan, Jeolla del Norte) es un exfutbolista y actual entrenador surcoreano. Jugaba de delantero y su último club fue el Yukong Elephants de Corea del Sur. Actualmente dirige a la Escuela Secundaria Técnica de Yeongdeungpo.
Noh desarrolló su carrera enteramente en Yukong Elephants. Además, fue internacional absoluto por la Selección de fútbol de Corea del Sur y disputó tanto las Copas Mundiales de la FIFA de 1986 y 1990 como los Juegos Olímpicos de 1988 y la Copa Asiática 1988.

## Trayectoria

### Clubes como futbolista
| Club             | País          | Año         |
| ---------------- | ------------- | ----------- |
| Yukong Elephants | Corea del Sur | 1986 - 1993 |

### Selección nacional como futbolista
| Selección | País          | Año         |
| --------- | ------------- | ----------- |
| Absoluta  | Corea del Sur | 1985 - 1990 |

### Clubes como entrenador
| Club                                       | País          | Año             |
| ------------------------------------------ | ------------- | --------------- |
| Escuela Secundaria Técnica de Yeongdeungpo | Corea del Sur | 1994 - 2003     |
| Escuela Secundaria Técnica de Yeongdeungpo | Corea del Sur | 2008 - Presente |

## Estadísticas

### Como futbolista

#### Clubes
| Club             | Año           | Liga  | Liga  | Liga   | Copa de la Liga | Copa de la Liga | Copa de la Liga | Liga de Campeones de la AFC | Liga de Campeones de la AFC | Liga de Campeones de la AFC | Total | Total | Total  |
| Club             | Año           | Part. | Goles | Asist. | Part.           | Goles           | Asist.          | Part.                       | Goles                       | Asist.                      | Part. | Goles | Asist. |
| ---------------- | ------------- | ----- | ----- | ------ | --------------- | --------------- | --------------- | --------------------------- | --------------------------- | --------------------------- | ----- | ----- | ------ |
| Yukong Elephants | 1986          | 10    | 3     | 1      | 3               | 1               | 0               | -                           | -                           | -                           | 13    | 4     | 1      |
| Yukong Elephants | 1987          | 30    | 12    | 6      | -               | -               | -               | -                           | -                           | -                           | 30    | 12    | 6      |
| Yukong Elephants | 1988          | 10    | 2     | 1      | -               | -               | -               | -                           | -                           | -                           | 10    | 2     | 1      |
| Yukong Elephants | 1989          | 30    | 16    | 7      | -               | -               | -               | -                           | -                           | -                           | 30    | 16    | 7      |
| Yukong Elephants | 1990          | 13    | 1     | 1      | -               | -               | -               | -                           | -                           | -                           | 13    | 1     | 1      |
| Yukong Elephants | 1991          | 20    | 5     | 1      | -               | -               | -               | -                           | -                           | -                           | 20    | 5     | 1      |
| Yukong Elephants | 1992          | 13    | 0     | 2      | 6               | 5               | 0               | -                           | -                           | -                           | 19    | 5     | 2      |
| Yukong Elephants | 1993          | 1     | 0     | 0      | 0               | 0               | 0               | -                           | -                           | -                           | 1     | 0     | 0      |
| Yukong Elephants | Total         | 127   | 39    | 19     | 9               | 6               | 0               | -                           | -                           | -                           | 136   | 45    | 19     |
| Total carrera    | Total carrera | 127   | 39    | 19     | 9               | 6               | 0               | -                           | -                           | -                           | 136   | 45    | 19     |

#### Selección nacional
Fuente:
| Selección de Corea del Sur | Selección de Corea del Sur | Selección de Corea del Sur |
| Año                        | Part.                      | Goles                      |
| -------------------------- | -------------------------- | -------------------------- |
| 1985                       | 2                          | 0                          |
| 1986                       | 6                          | 1                          |
| 1987                       | 3                          | 1                          |
| 1988                       | 5                          | 0                          |
| 1989                       | 5                          | 3                          |
| 1990                       | 6                          | 0                          |
| Total                      | 27                         | 5                          |

##### Goles internacionales
| No | Fecha                    | Sede                                           | Oponente  | Gol | Resultado | Competición                                |
| -- | ------------------------ | ---------------------------------------------- | --------- | --- | --------- | ------------------------------------------ |
| 1  | 20 de septiembre de 1986 | Estadio Gudeok de Busan, Busan, Corea del Sur  | India     | 1-0 | 3-0       | Juegos Asiáticos de 1986                   |
| 2  | 14 de junio de 1987      | Estadio Daejeon Hanbat, Daejeon, Corea del Sur | Tailandia | 2-0 | 4-2       | Copa del Presidente 1987                   |
| 3  | 25 de mayo de 1989       | Estadio Dongdaemun, Seúl, Corea del Sur        | Nepal     | 8-0 | 9-0       | Clasificación para la Copa Mundial de 1990 |
| 4  | 7 de junio de 1989       | Estadio Nacional de Singapur, Singapur         | Singapur  | 2-0 | 3-0       | Clasificación para la Copa Mundial de 1990 |
| 5  | 7 de junio de 1989       | Estadio Nacional de Singapur, Singapur         | Singapur  | 3-0 | 3-0       | Clasificación para la Copa Mundial de 1990 |

##### Participaciones en fases finales
| Torneo                         | Sede   | Resultado    | Partidos | Goles |
| ------------------------------ | ------ | ------------ | -------- | ----- |
| Copa Mundial de Fútbol de 1986 | México | Primera fase | 1        | 0     |
| Juegos Asiáticos de 1986       | Seúl   | Campeón      | 0        | 0     |
| Juegos Olímpicos de 1988       | Seúl   | Primera fase | 1        | 1     |
| Copa Asiática 1988             | Catar  | Subcampeón   | 2        | 0     |
| Copa Mundial de Fútbol de 1990 | Italia | Primera fase | 2        | 0     |

## Palmarés

### Como futbolista

#### Títulos nacionales
| Título     | Club             | País          | Año  |
| ---------- | ---------------- | ------------- | ---- |
| K League 1 | Yukong Elephants | Corea del Sur | 1989 |

#### Títulos internacionales
| Título           | Club (*)      | Sede | Año  |
| ---------------- | ------------- | ---- | ---- |
| Juegos Asiáticos | Corea del Sur | Seúl | 1986 |

(*) Incluyendo la Selección

#### Distinciones individuales
| Distinción                           | Año  |
| ------------------------------------ | ---- |
| K League 1 Best XI                   | 1987 |
| K League 1 Best XI                   | 1989 |
| Jugador Más Valioso de la K League 1 | 1989 |